# Math.space
math.space war ein Kulturprojekt innerhalb des Wiener MuseumsQuartiers. Es sollte den Zusammenhang der Mathematik mit den verschiedensten kulturellen Aspekten der modernen Gesellschaft darstellen. math.space wurde am 14. Jänner 2003 mit einem Vortrag von Don Zagier über Passion für Mathematik im Wiener MuseumsQuartier eröffnet. In den darauf folgenden 15 Jahren fanden pro Jahr rund 500 Veranstaltungen wie Kurse und Vorträge vor Schulklassen und vor einem interessierten Laienpublikum statt. Mit Ende 2017 wurde math.space geschlossen.
Im Juni 2018 startete die Technische Universität Wien das TU Forum Mathematik (TU ForMath – das Forum Mathematik an der TU Wien) mit dem Ziel, diese Tradition der Vermittlung mathematischen und naturwissenschaftlichen Wissens wieder aufzugreifen und weiterzuentwickeln.

## Lage
Das math.space befand sich im quartier21 im MuseumsQuartier, an der Adresse Museumsplatz 1 (Ovaltrakt e-5.4) im 7. Wiener Gemeindebezirk. Es bildete den topographischen Höhepunkt des Wiener Museumsquartiers.

## Gründung und Eröffnung
Das Projekt, ein mathematisches Kabinett als Teil des Museumsquartiers einzurichten, wurde auf Initiative von Rudolf Taschner von Professoren der TU Wien im Jahr 2001 entwickelt. Das mit BEHF Architects eingerichtete „Kunstprojekt gegen Mathematikverdruss“ wurde am 13. September 2002 eröffnet.

## Betreiber
Für die Veranstaltungen im math.space waren neben Rudolf Taschner auch Alexander Mehlmann und Reinhard Winkler (beide TU Wien) verantwortlich. Der Bereich Öffentlichkeitsarbeit wurde von Bianca Taschner betreut.
Partner des math.space waren das Bundesministerium für Unterricht, Kunst und Kultur sowie die TU Wien. Förderer waren das Bundesministerium für Wissenschaft und Forschung sowie das Bundesministerium für Verkehr, Innovation und Technologie.

## Angebot

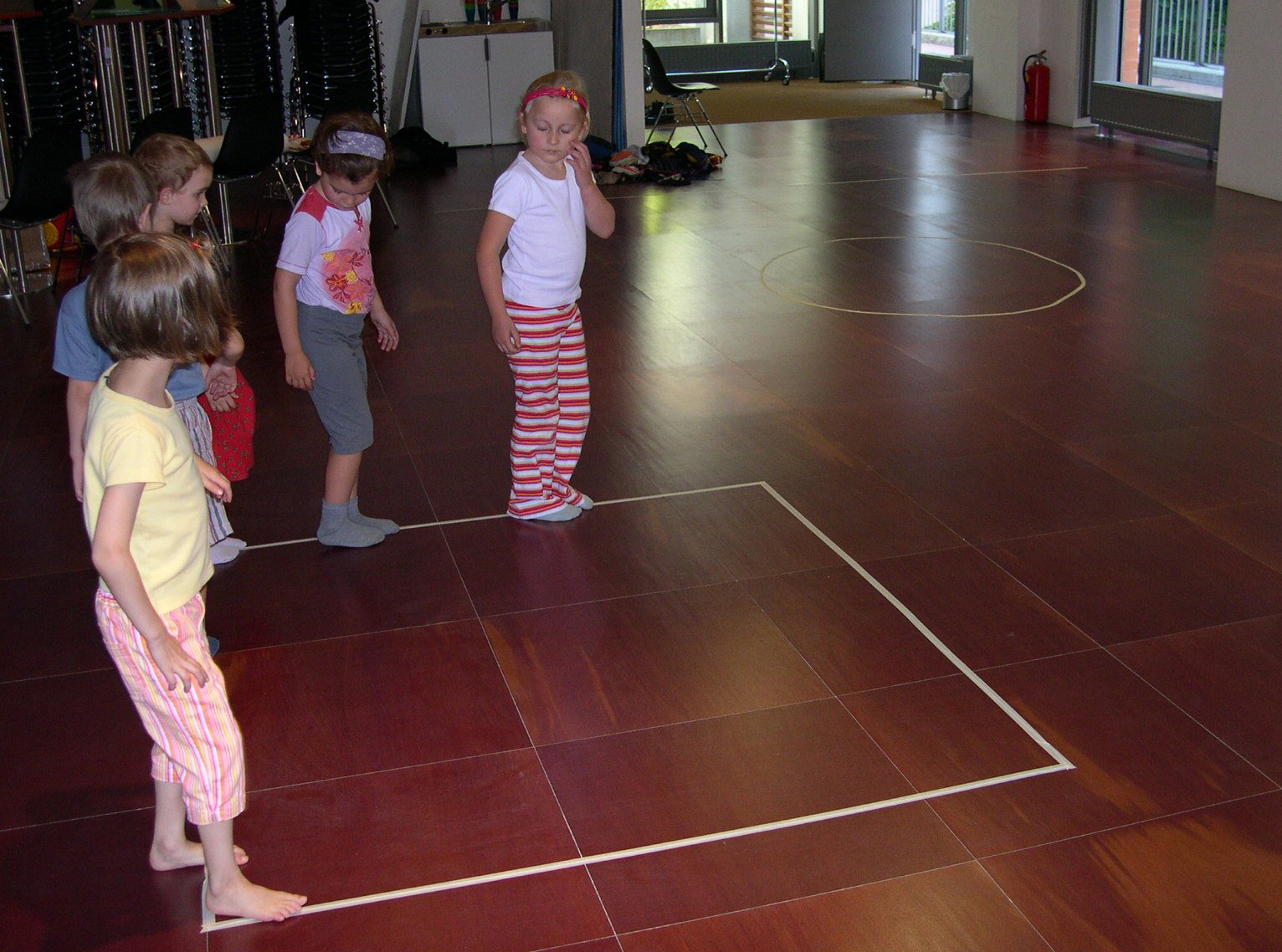
Wir spielen uns durch die Mathematik – körperliches Erfahren geometrischer Formen für Kindergartenkinder

math.space bot Vorträge und Workshops für Kindergartengruppen und Schulklassen zu mathematischen Themen an. Weiters kamen internationale Wissenschaftler und Wissenschaftsvermittler dorthin, und es fanden Vorträge für Erwachsene statt. Diverse Sonderprogramme wurde dort verwirklicht, wie beispielsweise die Aufführung von „Kalkül“ von Carl Djerassi oder „Mathematik steht den Frauen gut“ am Girls’ Day.

## mathcast
mathcast war das Videoportal von math.space und veröffentlichte regelmäßig Mitschnitte der Vorträge als Video-Podcast. Diese wurden auf der zugehörigen Website kostenlos zur Verfügung gestellt. Bei diesem seit 2008 bestehenden nicht-kommerziellen Projekt hatte Inhaber Oliver Indra die technische Leitung über, Claudia Panian war für Webdesign und Nutzerbetreuung verantwortlich.